# (6029) Edithrand
(6029) Edithrand es un asteroide que forma parte del cinturón interior de asteroides, región del sistema solar que se encuentra entre las órbitas de Marte y Júpiter, más concretamente al grupo de Hungaria, descubierto el 14 de enero de 1948 por Edith Wirtanen desde el Observatorio Lick, California, Estados Unidos.

## Designación y nombre
Designado provisionalmente como 1948 AG. Fue nombrado Edithrand en homenaje a Edith (Rand) Wirtan, quien encontró este planeta menor en una placa astrográfica tomada por su esposo, el astrónomo Lick Carl A. Wirtan. Como residente a largo plazo en el monte Hamilton, realizó numerosos trabajos, desde asistente de biblioteca hasta asistente de observación bajo F. J. Neubauer y G. y K. Kron.

## Características orbitales
Edithrand está situado a una distancia media del Sol de 1,927 ua, pudiendo alejarse hasta 2,073 ua y acercarse hasta 1,780 ua. Su excentricidad es 0,076 y la inclinación orbital 24,27 grados. Emplea 977,086 días en completar una órbita alrededor del Sol.

## Características físicas
La magnitud absoluta de Edithrand es 14,1. Tiene 2,271 km de diámetro y su albedo se estima en 0,784. 